# Mathieu Cordang
Joannes Matheus "Mathieu" Cordang (né le 6 décembre 1869 à Blerick et mort le 24 mars 1942 à Swalmen) est un coureur sur piste néerlandais des années 1890-1900. Professionnel de 1896 à 1900, il est un spécialiste des courses de demi-fond et de longue distance aussi bien sur piste que sur route. Il devient champion du monde de demi-fond amateurs en 1895.

## Biographie
Mathieu Cordang appartient avec son compatriote Jaap Eden aux pionniers du cyclisme néerlandaise. Il vient d'une famille pauvre et a 14 frères et sœurs. Il devient marin en haute mer. En 1893, il participe à une course lors d'un séjour dans le port de Flessingue. Il emprunte un vélo et remporte la course. Il décide alors, après cette victoire de devenir coureur. Sa première victoire majeure, il la célèbre un an plus tard lors de la course  Amsterdam-Arnhem-Amsterdam.
Cordang était un spécialiste des courses disputées sur des longues distances. En 1895, il devient à Cologne champion du monde de demi-fond chez les amateurs. En 1897, il termine deuxième des deux plus grandes classiques de l'époque : Bordeaux-Paris derrière Gaston Rivierre et Paris-Roubaix (derrière le futur vainqueur du premier Tour de France, Maurice Garin). Lors du Paris-Roubaix, il se présente sur le vélodrome roubaisien avec Garin pour se disputer la victoire. Pascal Sergent écrit :
« Il est difficile de les reconnaître. Garin arrive en premier, suivi par la figure trempée de boue de Cordang. Tout à coup, à la stupéfaction de tous, Cordang glisse et  tombe sur une surface de ciment du vélodrome. Garin n'en croit pas ses yeux. Au moment où Cordang est de retour sur son vélo, il a 100 mètres de retard. Il reste six tours à couvrir. Deux kilomètres misérables pour rattraper Garin. La foule retient son souffle en regardant l'incroyable poursuite. La cloche retentit. Un tour, il reste un tour. 333 mètres pour Garin, qui a toujours une avance de 30 mètres sur le Batave.
Une victoire dans la classique est à sa portée mais il peut presque sentir le souffle de son adversaire sur son cou. Garin conserve finalement son avance de deux mètres, deux petits mètres pour une victoire légendaire. Les spectateurs explosent et ovationnent les deux hommes. Garin exulte sous les acclamations de la foule. Cordang pleure sa déception. »
Garin déclare après la course : « J'ai gagné, mais Cordang était le plus fort ». En 1900, Cordang prend sa revanche et remporte le Bol d'Or devant Garin et l'Allemand Thaddäus Robl.
Lors des Jeux olympiques de 1900 à Paris, il remporte trois médailles : l'or sur 3 000 mètres et sur la course des 24 heures et l'argent sur une course aux points. Cependant, ces courses réservées aux professionnels sont disputées dans le cadre des Jeux mais ces résultats ne sont pas reconnus par le CIO.
Le 18 septembre 1897, il bat à au Crystal Palace à Londres le record du monde de distance parcourue sur 24 heures : 991.651 kilomètres. Il améliore de 51 miles 590 yards, soit 82 kilomètres le record précédent détenu par Constant Huret. Sur sa lancée, il réalise un nouveau record des 1000 kilomètres en 24 h 12 minutes et 21 secondes. Il bat le précédent record de près de 16 heures. Avec tous ses records, il est surnommé « Recordang ».
Quelques mois après ses exploits, son domicile à Blerick est complètement brûlé par un incendie. Il perd également toute sa collection de trophées. Il déménage à Swalmen, la ville natale de sa femme, où il ouvre un magasin de vélo, puis un garage. Il est père de huit enfants dont il leur interdit la pratique du cyclisme. En 1942, les Allemands lui confisquent ses véhicules et moteurs et il est obligé de fermer son entreprise. 
Il meurt peu de temps après à 72 ans d'une pneumonie.

## Honneur

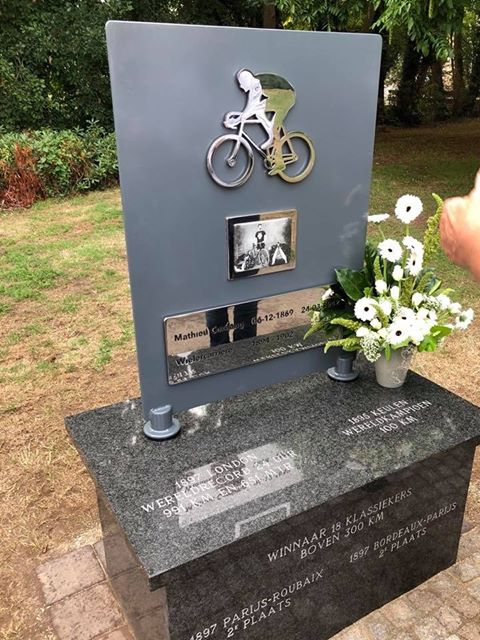
Monument en l'honneur de Cordang à Swalmen

À Almere, une station, le Cordangpad est nommé en son honneur.
En août 2018, le parc Mathieu Cordang porte son nom à Swalmen et un monument lui est dédié en face de son ancien garage.

## Palmarès sur piste

### Championnats du monde
- Cologne 1895
  -  Champion du monde de demi-fond amateur

### Grand Prix
- GP Roubaix : 1898
- GP Amsterdam : 1898
- GP Berlin : 1898
- GP de La Haye : 1899
- Bol d'or : 1900

### Records
- Record du monde du kilomètre en 1894
- Record du monde des 24 heures :  
  - 991,651 km en 1897
  - 1 000,110 km en 1899

### Autre
- Courses professionnelles des Jeux olympiques de Paris 1900[8]
  - Vainqueur du 3 000 mètres
  - Vainqueur des 24 heures
  - 2e de la course aux points

## Palmarès sur route
- 1894
  - Amsterdam-Arnhem-Amsterdam
  - Maastricht-Nijmegen-Maastricht
  - Rotterdam-Utrecht-Rotterdam
- 1895
  - Amsterdam-Arnhem-Amsterdam
  - Leiden-Utrecht-Leiden
  - Maastricht-Roermond
- 1896
  - 5e de Bordeaux-Paris
- 1897
  - 2e de Paris-Roubaix
  - 2e de Bordeaux-Paris